# Аркад
Арка́д или Арка́с (др.-греч. Ἀρκάς) — в древнегреческой мифологии сын нимфы Каллисто и Зевса. Эпоним Аркадии, исторической области в центральной части Пелопоннесского полуострова. По версии, сын Пана и Каллисто.
Когда Каллисто была беременна Аркадом, Зевс превратил её в медведицу — то ли чтобы утаить от своей ревнивой супруги Геры, то ли чтобы скрыть от Артемиды, которая была госпожой Каллисто и разгневалась бы на неё за нарушение обета целомудрия. По другой версии, увидев однажды во время купания, что Каллисто беременна, Артемида превратила её в медведицу.
После смерти матери Аркад был унесён Зевсом в Аркадию, где был отдан на воспитание одной из плеяд Майе. Либо воспитан неким этолийцем. Воспитан козопасом. По одной из версий, когда он вырос, он вторгся в Ликей и вступил в связь с матерью. Местные жители хотели принести их в жертву, но Зевс поместил их среди созвездий. По одной из версий Аркас был превращён Зевсом в звезду Арктур, по другой — в созвездие Малая Медведица. Стал созвездием Волопаса (Арктофилака). В этой версии Аркад погибает в юности, и она противоречит другим преданиям, согласно которым Аркад стал родоначальником аркадских царей.
Аркадский царь Ликаон, дед Аркаса со стороны матери, убил своего внука и угостил Зевса приготовленной из него пищей. Разгневанный громовержец опрокинул стол, испепелил молнией жилище Ликаона, а его самого превратил в волка. Затем он воскресил Аркаса.
Стал царем после Никтима. Ввел хлебопашество, научившись ему у Триптолема, также тканье одежд и обработку шерсти, научившись этому у Адриста. Страна стала называться Аркадия. Согласно Павсанию, жена дриада Эрато, сыновья Азан, Афидант и Элат, побочный сын Автолай. Разделил страну на три части между сыновьями. По версии, у него также был сын Эриманф. Также сын Трифил от Лаодамии.
Аполлодор пишет, что у Аркада было два сына — Элат и Афид, которые поделили между собой землю, но высшая власть досталась Элату. Матерью Элата и Афида Аполлодор считает либо дочь Амикла Леаниру, либо дочь Крокона Меганиру, замечая, что, согласно Эвмелу, матерью была нимфа Хрисопелия.
Аркад основал Трапезунт в Аркадии. По Гелланику, его могила в Меналии. Установил месяцы года.
Останки Аркада были перенесены из Менала (горы Меналион) в Мантинею по оракулу из Дельф, его могилу называют Жертвенник Гелиоса.